# Émile Blémont
Émile Blémont, egentligen Léon Petitdidier, född 17 juli 1839, död 1 februari 1927, var en fransk författare.
Blémont var utbildad advokat men framträdde som poet, kritiker och publicist och grundade tidskriften Renaissance littéraire et artistique 1872 och Societe des poétes français. Han utgav en rad diktsamlingar, däribland Poèmes d'Italie (1870), Poèmes de Chine (1887), Gloires de France (1924).